# Sagra odontopus
Sagra odontopus är en skalbaggsart som beskrevs av Johannes von Nepomuk Franz Xaver Gistel 1831. Sagra odontopus ingår i släktet Sagra och familjen bladbaggar. Inga underarter finns listade i Catalogue of Life.